# Гров (Англия)
Гров (англ. Grove) — деревня в Великобритании, в графстве Оксфордшир.
Известен благодаря нахождению здесь базы команды Williams Racing (команды Формулы-1).
1. ↑  Parish Profiles — Office for National Statistics.